# Escut i bandera de Soneixa
L'escut i la bandera de Soneixa són els símbols representatius de Soneixa, municipi del País Valencià, a la comarca de l'Alt Palància.

## Escut heràldic
L'escut oficial de Soneixa té el següent blasonament:
| « | Escut quadrilong de punta redona. Mig truncat i partit. En el primer quarter, en camp de sinople, espasa flamígera i balança de sable. En el segon quarter, en camp d'argent, tres faixes ondades d'atzur. En el tercer quarter, en camp de gules, tres cards d'or, ben ordenats. Per timbre, corona reial oberta. | » |

## Bandera
La bandera oficial de Soneixa té la següent descripció:
| « | Bandera de proporcions 2:3. Tercejada a l'asta, el primer terç partit horitzontal. A dalt, de verd, espasa flamígera i balança de negre. Al segon, d'argent o gris perla, tres faixes ondades de blau. Al batent, de roig, tres cards d'or ben ordenats. | » |

## Història
L'escut fou aprovat per Resolució de 15 de novembre de 1999, del conseller de Justícia i Administracions Públiques, publicada en el DOGV núm. 3.638, de 2 de desembre de 1999.
La bandera fou aprovada per Resolució de 22 de setembre de 2005, del conseller de Justícia i Administracions Públiques, publicada, amb molts errors en la descripció en valencià, en el DOGV núm. 35.114, de 14 d'octubre de 2005. Es pot consultar la mateixa descripció però sense errors en la informació pública que prèviament publicà l'Ajuntament en el DOGV núm. 4.945 de 14 febrer de 2005.
L'espasa flamejant i la balança són els atributs de l'arcàngel sant Miquel, patró de la vila, situada a la vall mitjana del Palància, riu representat per les ones de la segona partició. Els cards d'or en camper de gules són les armes parlants dels Cardona, barons de Soneixa i Assuévar, que van atorgar la carta de població a la vila el 1609.